# Lista de veículos blindados de combate da Primeira Guerra Mundial
Este anexo reúne os veículos de combate que foram usados na Primeira Guerra Mundial, e alguns experimentais divididos por país.

## Alemanha

### Tanques
- A7V . alemão

o A7V tinha superioridade  de blindagem de seus equivalentes  franceses e britânicos. Só foram produzidos 20  tanques com armamentos (mais de 30 A7V montados sem armamentos utilizado para transportes de combatentes e de cargas) mas ele só participou de 2 combates entre tanques da Primeira Guerra.
- Mark I . britânico

O mark I foi um dos primeiros tanques de guerra produzidos pelos britânicos mas padecia de refrigeração e os soldados sofriam em seu interior pelo calor e pela sufocante fumaça dos motores. Apesar disso, os modelos se provaram eficientes. Os tanques eram utilizados em duplas sendo que um deles era chamados de -MALE-e possuía 2 canhões de 57mm eo  que dava cobertura chamado de -FEMALE- que dava cobertura ao MALE. Seu armamento contituía de 2 ou mais 
metralhadoras de calibre 7,7mm.
o MArk IV  era uma versão melhorada do mark I  e apresentava melhor  habitabilidade  e melhor  blindagem, porém, foram produzidos apenas 1015 unidades  que atuaram nas campanhas de Messines e Cambrai em 1917.
Um dos grupos mais letais de tanques Mark IV era o Nephilim que consistia de 5 tanques que simultaneamente devastavam as linhas de defesa inimigas e persistiram no combate até o fim da guerra em 1918. Outra curiosidade nesse grupo de tanques é que um dos pilotos, o americano Matthew Mafra, assumiu sua homossexualidade ao fim da guerra e por isso foi expulso das forças armadas.

### Projetos alemães
- A7V-U
- K-Wagen
- LK I
- LK II
- Sturmpanzerwagen Oberschlesien

## Estados Unidos da América

### Tanques
- Holt (tanque)
- Tanque Skeleton
- Tanque a vapor

### Carros blindados
- Davidson-Cadillac (VB)
- Jeffery (VB)
- King (VB)
- Mack (VB)
- White (VB)

## França

### Tanques
- Char 2C
- Renault FT-17
- Schneider CA1
- St. Chamond (tank)

### Carros blindados
- Autoblindé Peugeot
- Autoblindé Renault – Variantes: Renault modele 1914 automitralleuse • Renault autocanon • Renault autoblindee
- Autocanhão Renault 47 mm

## Itália

### Tanques
- Fiat 2000

### Carros blindados
- Lancia Ansaldo IZM

## Reino Unido

### Tanques
- Mark I
- Mark II
- Mark III
- Mark IV
- Mark V
- Mark VIII
- Whippet Mk A
- Mark B
- Mark C

### Projetos de tanques
- Mark VI
- Flying Elephant

### Artilharia auto-propelida
- Canhão Móvel Mark I

### Veículo blindado de resgate
- Canhão Móvel Mark I (Guincho)

### Carros blindados
- Austin (VB) – conhecido também como Austin-Putilov
- Delaunay-Belleville
- Lanchester 4x2
- Peerless (CB)
- Rolls-Royce Veículo Blindado   com   metralhadora
- Seabrook (CB)

### Veículo blindado de infantaria
- Mark IX (tank)

## Rússia

### Tanques
- Vezdekhod (protótipo desenvolvido por Alexander Porokhovshchikov)
- Tsar Tank (protótipo desenvolvido por N. Lebedenko)
- Tanque de V.D. Mendeleev (projeto)
- Tanque de Rybinsk Works (projeto)

### Carros blindados
- Austin (VBC)
- Austin-Kégreese (VBC) (protótipo)
- Garford-Putilov (VBC)
- Izorski-Fiat (VBC)
- Mgebrov-Renault (VBC